# Tabu
Tabu je stvar, ki je prikrita, skrivana in se ne sme kritično obravnavati.